# Williams FW37
Chronologie des modèles (2015)
Williams FW36 Williams FW38
La Williams FW37 est la monoplace de Formule 1 engagée par l'écurie britannique Williams F1 Team dans le cadre du championnat du monde de Formule 1 2015. Elle est pilotée par le Brésilien Felipe Massa qui effectue sa seconde saison au sein de l'écurie de Grove et le Finlandais Valtteri Bottas, présent chez Williams pour la troisième année. Les pilotes essayeurs sont les Britanniques Susie Wolff et Alex Lynn. Conçue par l'ingénieur britannique Pat Symonds, la FW37 est présentée le 1er février 2015 sur le circuit permanent de Jerez en Espagne, après que des photos de la monoplace ont été diffusées en une du magazine F1 Racing le 20 janvier. Évolution de la Williams FW36 de 2014, la FW37 s'en distingue notamment par son poids, augmenté de onze kilogrammes.

## Création de la monoplace

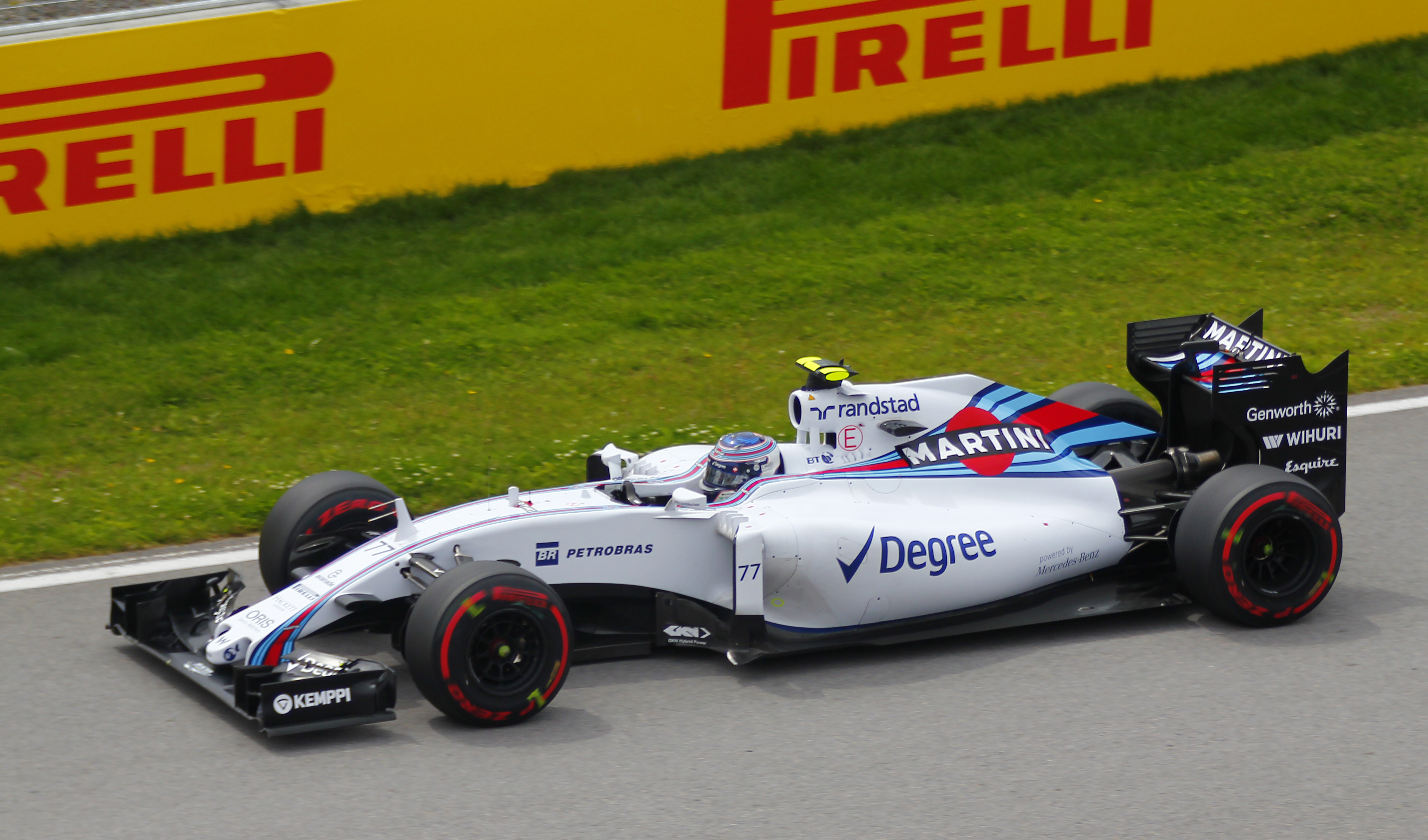
Valtteri Bottas au Grand Prix du Canada.

La réglementation technique ayant peu évolué par rapport à 2014, la FW37 se distingue par un nez plus massif que celui de sa devancière et dotée d'une pointe plus courte afin de favoriser le passage de l'air. La suspension avant inférieure a été aplatie tandis que la supérieure affleure presque le capot moteur qui a été affiné et compacté à l'arrière. Ses ouïes de refroidissement sont en outre inspirées de la Mercedes AMG F1 W05 victorieuse en 2014. Les flancs de la voiture ont été abaissés et l'aileron arrière ne dispose pas de pilier central, contrairement aux autres monoplaces du plateau, afin de minimiser la traînée et la consommation et de favoriser l'évacuation ; certains observateurs mettent en avant l'aéroélasticité de la FW37 pour expliquer l'absence de pilier.
Le directeur technique de l'écurie, Pat Symonds, explique les évolutions de la FW37 : « La base, pour la FW37, était d'examiner très précisément la FW36 et ses performances. Nous avons ensuite repris ce qui a très bien fonctionné et identifié et résolu les problèmes dans les domaines où nous avons senti que c'était nécessaire. Même si l'aérodynamique de la voiture était impressionnante, il y a toujours une marge de progression, particulièrement avec les nouvelles réglementations 2015 pour le nez. Le changement des règles nous a donné un léger mal de crâne. La nouveauté à l'avant et la géométrie du nez avaient beaucoup plus d'impact que nous l'avions initialement anticipé, et les effets sur l'aéro étaient profonds. L'équipe a travaillé dur pour minimiser le déficit de ces règles ».
Jason Sommerville, le directeur de l'aérodynamique, relate que « le plus grand changement est une nouvelle modification de la réglementation au niveau du nez ; les gens les trouveront plus esthétiques, ou non, mais il est clair qu’ils sont différents ». Il déclare également : « le changement de nez a eu des répercussions sur l'aileron avant, sur la suspension avant et sur le châssis. Un changement moins visible est l'évolution du moteur Mercedes qui a requis des changements significatifs au niveau du design de la monoplace. Nous avons aussi passé du temps à exploiter la liberté de design dont nous disposons à l'arrière de la voiture, qui est un endroit important pour la performance ».

## Résultats en championnat du monde de Formule 1
| Saison | Écurie                  | Moteur                     | Pneus   | Pilotes         | Courses | Courses | Courses | Courses | Courses | Courses | Courses | Courses | Courses | Courses | Courses | Courses | Courses | Courses | Courses | Courses | Courses | Courses | Courses | Points inscrits | Classement |
| Saison | Écurie                  | Moteur                     | Pneus   | Pilotes         | 1       | 2       | 3       | 4       | 5       | 6       | 7       | 8       | 9       | 10      | 11      | 12      | 13      | 14      | 15      | 16      | 17      | 18      | 19      | Points inscrits | Classement |
| ------ | ----------------------- | -------------------------- | ------- | --------------- | ------- | ------- | ------- | ------- | ------- | ------- | ------- | ------- | ------- | ------- | ------- | ------- | ------- | ------- | ------- | ------- | ------- | ------- | ------- | --------------- | ---------- |
| 2015   | Williams Martini Racing | Mercedes V6 PU106B hybride | Pirelli |                 | AUS     | MAL     | CHI     | BAH     | ESP     | MON     | CAN     | AUT     | GBR     | HON     | BEL     | ITA     | SIN     | JAP     | RUS     | USA     | MEX     | BRÉ     | ABU     | 257             | 3e         |
| 2015   | Williams Martini Racing | Mercedes V6 PU106B hybride | Pirelli | Felipe Massa    | 4e      | 6e      | 5e      | 10e     | 6e      | 15e     | 6e      | 3e      | 4e      | 12e     | 6e      | 3e      | Abd     | 17e     | 4e      | Abd     | 6e      | Dsq     | 8e      | 257             | 3e         |
| 2015   | Williams Martini Racing | Mercedes V6 PU106B hybride | Pirelli | Valtteri Bottas | Forf    | 5e      | 6e      | 4e      | 4e      | 14e     | 3e      | 5e      | 5e      | 13e     | 9e      | 4e      | 5e      | 5e      | 12e     | Abd     | 3e      | 5e      | 13e     | 257             | 3e         |

Légende : ici